# 布斯科縣

50°28′N 20°43′E / 50.467°N 20.717°E
布斯科縣（波蘭語：Powiat buski），是波蘭的縣份，位於該國中部，由聖十字省負責管轄，首府設於布斯科茲德魯伊，面積967平方公里，2006年人口73,940，人口密度每平方公里76人。